# Tízoc
Tízoc (1436 – 1486) fu il settimo sovrano (tlatoani) della popolazione precolombiana degli Aztechi e regnò sulla città di Tenochtitlán dal 1481 al 1486, succedette a Axayacatl e fu seguito da Ahuitzotl.

## Storia
La maggior parte delle fonti cita il 1481 come l'anno in cui egli divenne imperatore, al posto del fratello più vecchio Axayacatl. 
Si distinse per un grande fervore religioso e per le mire espansionistiche, che peraltro risultarono alquanto infruttuose. Era il primogenito del sovrano Moctezuma I, detto il grande, che regnò dal 1440 al 1469. Fu rallentato e impedito nella sua campagna di conquista, a causa delle energie profuse nel sedare la ribellione dei Matlatzinca, che abitavano la valle di Toluca, e nella impegnativa amministrazione e rieducazione di alcuni popoli già sottomessi che non accettavano di buon grado il dominio della "Triplice Alleanza" (Tenochtitlan, Texcoco, e Tlacopan), ovverosia quella che è nota come l'ultima confederazione di stati indigeni della valle del Messico, diffusasi durante il periodo postclassico mesoamericano.
Questo periodo di non belligeranza, sollevò alcune proteste, che furono sedate con una certa clemenza, rispetto ai metodi più duri usati abitualmente dalla Triplice Alleanza.

## Opere
Il regno di Tízoc fu relativamente breve, tuttavia cominciò la ricostruzione della Grande Piramide di Tenochtitlan, completata dal fratello minore e suo successore Ahuitzotl nel 1487. L'opera fu realizzata per conseguire la protezione e la benevolenza delle divinità.
Fece costruire anche un monolito conosciuto con il nome "La pietra di Tízoc", per celebrare le conquiste effettuate nel territorio Azteco, Puebla e Guerrero.
Morì nel 1486, e la sua morte rimane ancora oggi un mistero irrisolto.

Secondo alcuni sarebbe stato avvelenato, mentre per altri la causa della morte sarebbe semplicemente una malattia.
È stato ipotizzato che un membro della famiglia reale, forse lo stesso Ahuitzotl possa essere stato responsabile del suo avvelenamento, a causa della sua presunta debolezza e vacuità caratteriale e politica.

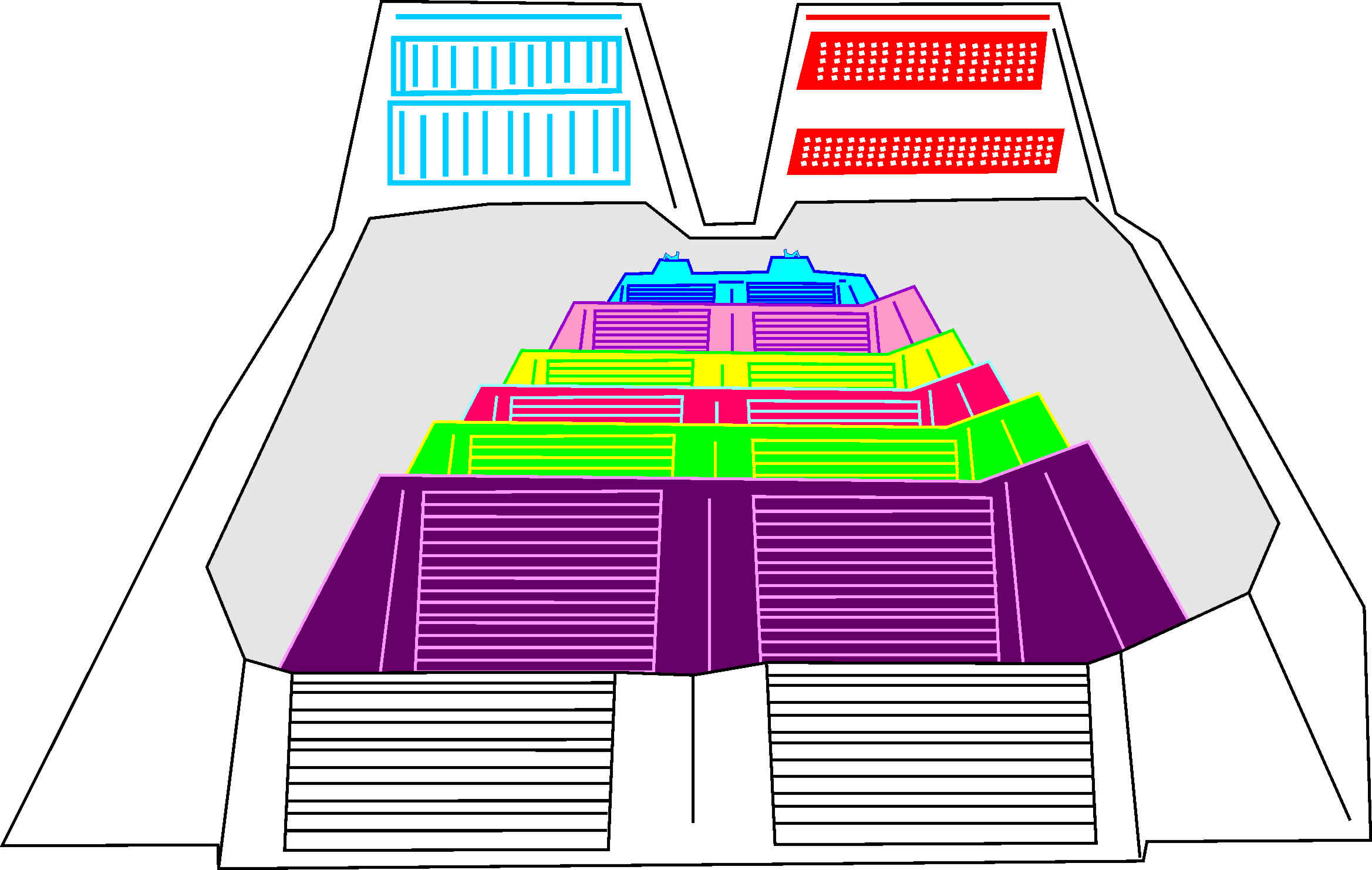
Progetto per ricostruire La Grande Piramide
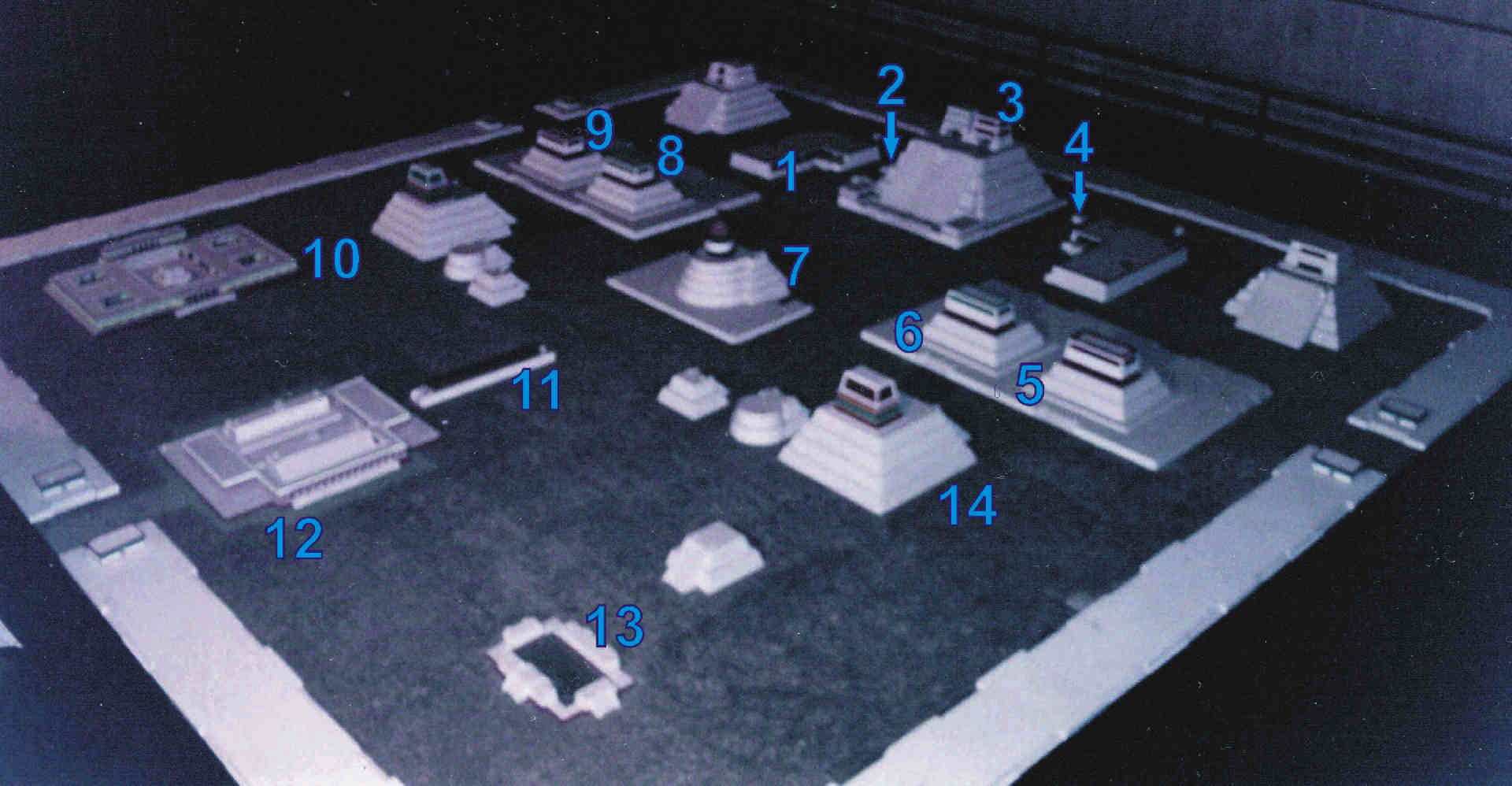
Ipotesi sui dettagli della zona della piramide
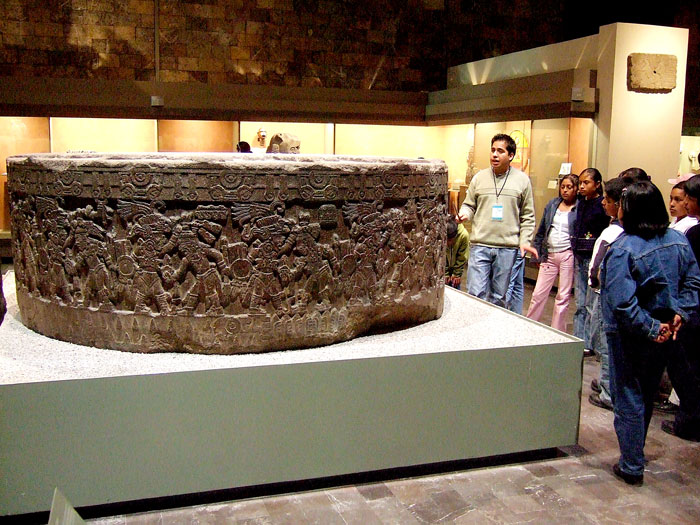
Foto della "Pietra di Tizoc", monumento fatto costruire dal sovrano in onore del dio del fuoco